# Átrium (építészet)

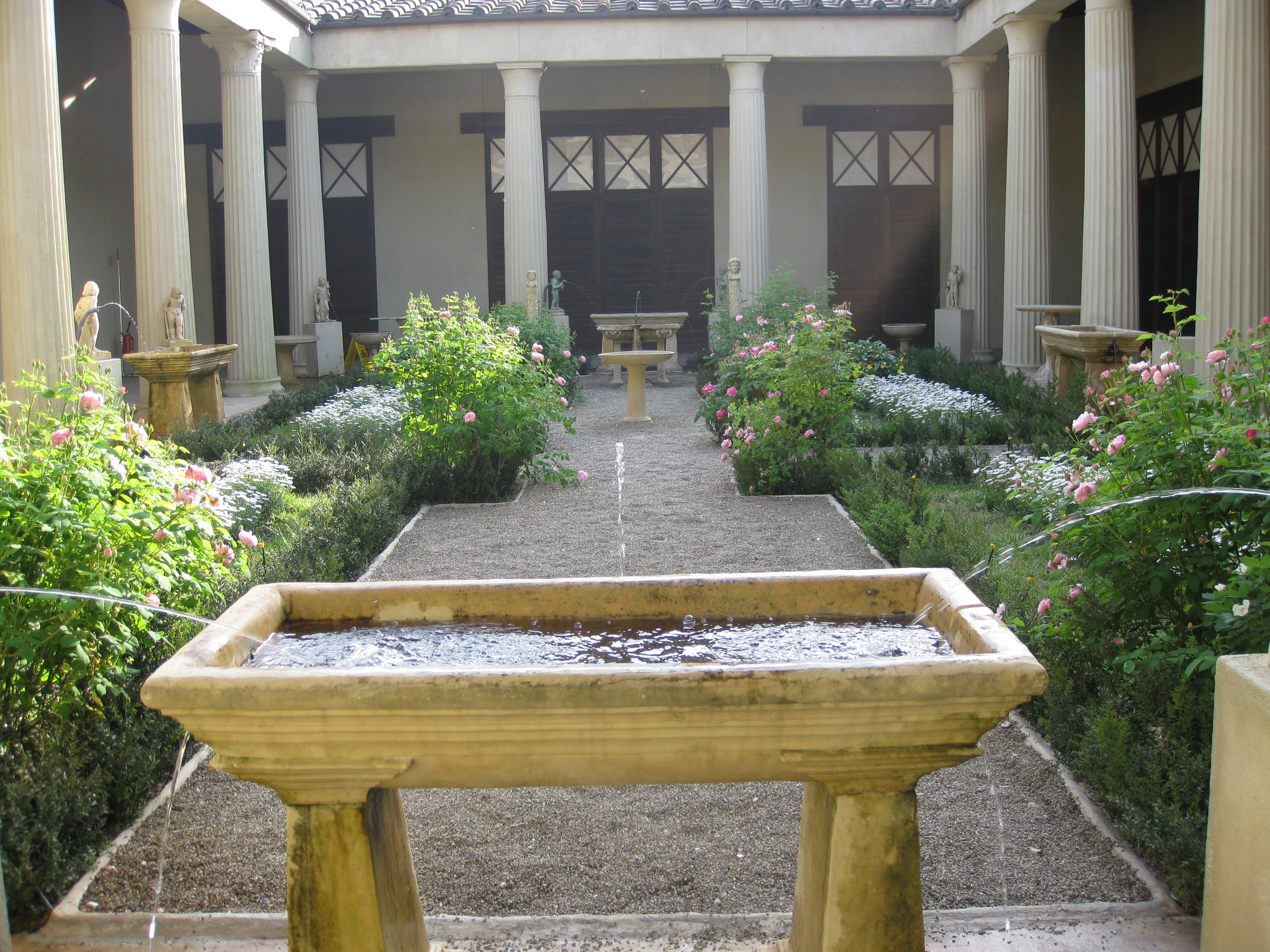
Átrium egy pompeii házban

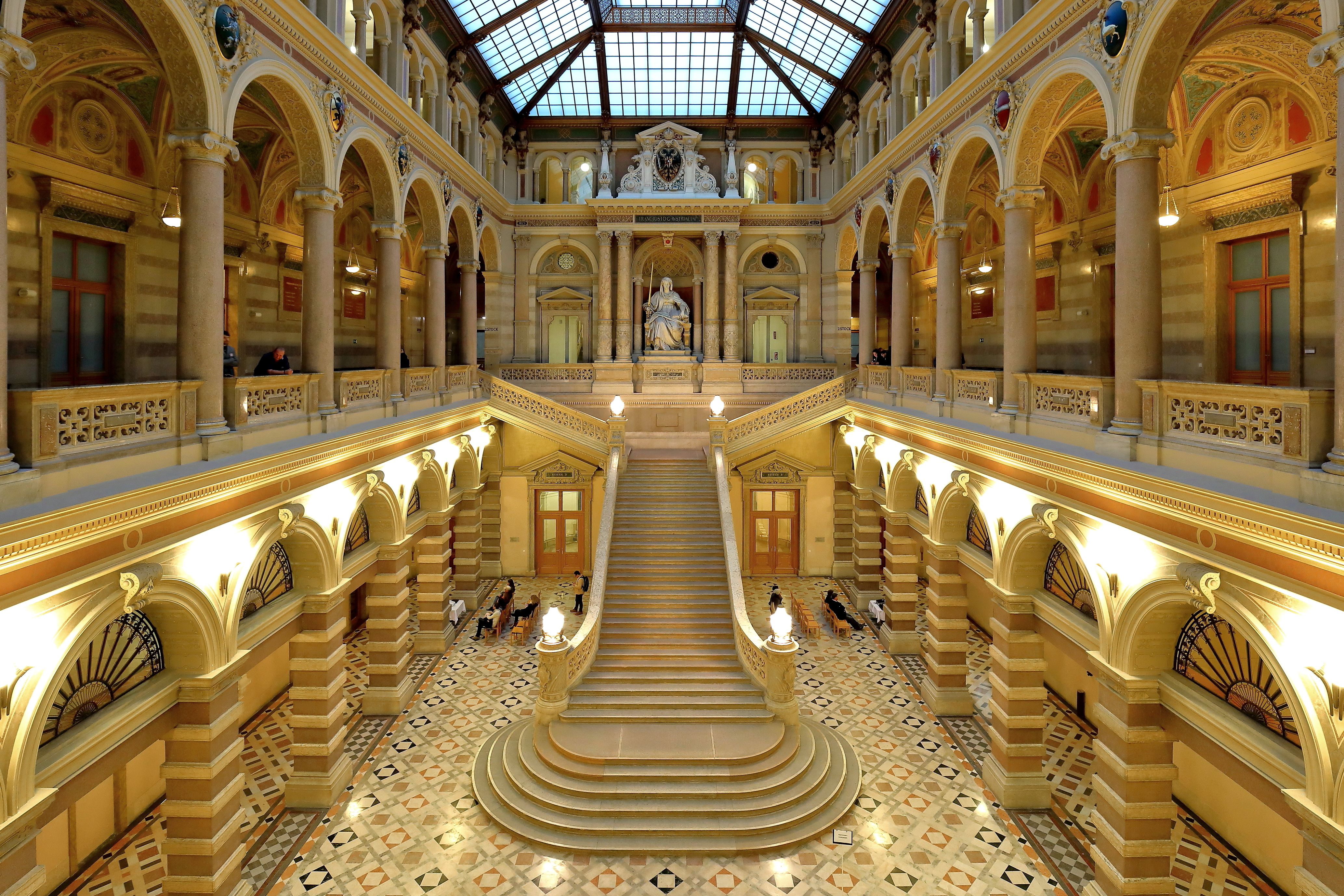
A bécsi igazságügyi palota átriuma

Az átrium (latinul atrium) az építészetben belső, zárt udvart jelent.

## Az ókori római lakóházban
Az átrium a régi római ház főrésze volt: négyszögű udvar, ahonnan a lakószobák ajtai nyíltak. Világosságát a tető négyszögletű nyílásán (compluvium) át kapta. A tető megtámasztására rendszerint négy oszlop szolgált. Az compluviumnak a padozatban megfelelt egy mélyedés (impluvium), ahol a beesett víz összegyűlt.

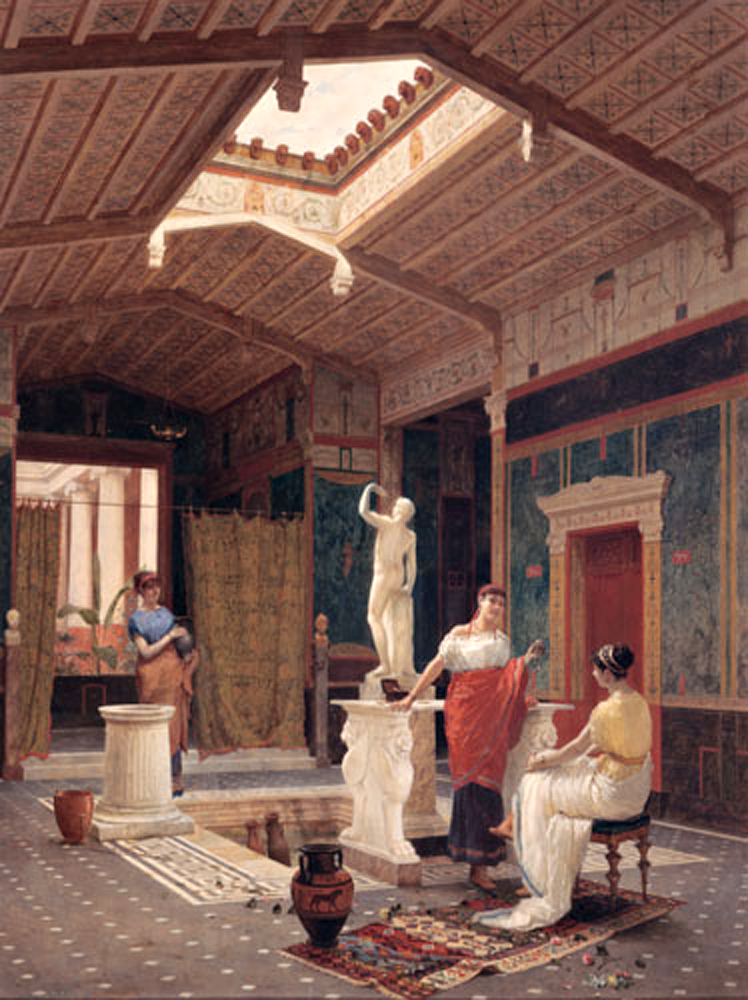
Luigi Bazzani: Átriumos ház belseje Pompeiiben

Eredetileg a családi élet központja az átriumban volt. Itt állt a házastársak ágya, a szekrény az ősök képeivel, a pénzesláda, valamint a tűzhely, amelynek a füstje a compluviumon át távozott. Innen kapta a helyiség a nevét: (füsttől) «fekete» (ater). Amikor a családi élet később a háznak beljebb fekvő részébe, a peristyliumba vonult, az átrium a vendégek és a látogatók fogadására szolgált.
Átrium volt a neve bizonyos középületeknek is, valószínűleg a polgári lakóház berendezéséhez hasonló építészeti formájuk miatt. Az Atrium Vestae nevű épületben a Vesta-szüzek laktak, az Atrium Libertatis pedig a cenzorok hivatalos helyisége volt, később Asinius Pollio az első nyilvános könyvtárat rendezte be benne.
Vitruvius ötfajta átriumról ír: a tuscanicum mennyezete alátámasztás nélküli a tető felé lejtő; a tetrastilum négy oszloppal alátámasztott; a corinthiacum több oszloppal altámasztott; a testudinatum compluvium nélküli, zárt mennyezetes; végül a displuviatum kifelé lejtő tetővel megoldott átrium.

## Az ókeresztény építészetben
Az ókeresztény építészet átriuma egy, a bazilikák főhomlokzata elé épített négyszögletes, a belső oldalakon oszlopcsarnokkal ellátott udvar volt, rendszerint kúttal a közepén. Itt tartózkodtak a vezeklők; azilumul is szolgált.

## A mai építészetben
Ma is előfordul átrium alkalmazása az építészetben. A nevét is erről kapta Budapesten az Atrium hotel.